# Tongkhor-Kloster (Huangyuan)
| Tibetische Bezeichnung                                                          |
| ------------------------------------------------------------------------------- |
| Tibetische Schrift: stong 'khor dga' Idan chos 'khor gling; sTong 'khor dGon pa |
| Chinesische Bezeichnung                                                         |
| Vereinfacht: 东科尔寺, 东科寺                                                   |
| Pinyin:Dongke'er si; Dongke si                                                  |

Tongkhor Gompa (tib. stong 'khor dga' Idan chos 'khor gling; engl. Tongkhor Monastery) ist ein Kloster der Gelug-Schule des tibetischen Buddhismus (Vajrayana) in der Nationalitätengemeinde Riyue der Tibeter (chinesisch 日月藏族乡) im Kreis Huangyuan (chinesisch 湟源县 bzw. tibet. Tongkhor oder Tongkor) der bezirksfreien Stadt Xining (tibet. Ziling), der Hauptstadt der chinesischen Provinz Qinghai. Es wurde 1648 gegründet. Die Inkarnationsreihe von Tongkhor geht zurück auf den 1. Tongkhor Dawa Gyatsho (1476–1556). Das Kloster wurde 1724 zerstört und rasch wieder aufgebaut.
Ab der sechsten Reinkarnation (1754) ist die Reihe der Lebenden Buddhas gespalten in die der Xining Dongke huofo 西宁东科活佛 und Kang Dongke Xiazhong huofo 康东科夏仲活佛.
Das Kloster steht seit 1998 auf der Liste der Denkmäler der Provinz Qinghai.

## Liste der Tongkhor-Hutuktus
(tibet. sTong 'khor Ho thog thu / sTong 'khor Rin po che; chin. Dongke'er hutuketu 东科尔呼图克图 bzw. Dongke'er zhu jing hutuketu 东科尔驻京呼图克图)

### Xining Dongke huofo
- 1. Dawa Gyatsho (香森达瓦坚赞 Dawa Jiacuo 达瓦嘉措) 1476–1556
- 2. Yönten Gyatsho (永丹嘉措 Yundan Jiacuo 云丹嘉措) 1557–1587
- 3. Gyelwa Gyatsho (嘉瓦嘉措 Jiewa Jiacuo 杰瓦嘉措)  1588–1639
- 4. Dogyü Gyatsho (Duoju Jiacuo 多居嘉措) 1621–1683
- 5. Ngawang Sönam Gyatsho (Awang Suonan Jiacuo 阿旺索南嘉措 bzw. Suonan Jiacuo 索南嘉措) 1684–1753
- 6. Ngawang Jamyang Tendzin Gyatsho (Awang Jiayang Danzeng Jiacuo 阿旺嘉样丹增嘉措 bzw. Jiayang Danzeng Jiacuo 加央丹增嘉措) 1754–1798
- 7. Kelsang Jamyang Gyatsho (Gasang Kaizhi Jiayang Jiacuo 噶桑凯智嘉样嘉措 bzw. Gasang Jiayang Jiacuo 噶桑加央嘉措) 1799–1811
- 8. Thubten Jigme Kelsang (Tudeng Jinmei Gasang 图登晋美噶桑) 1813–1819
- 9. Thubten Jigme Gyatsho (Tudan Jinmei Jiacuo 图丹晋美嘉措 bzw. Tudeng Jiamei Jiacuo 图登晋美嘉措) 1820–1883
- 10. Lobsang Tenpe Nyima (Luosang Danbei Nima 罗桑丹贝尼玛 bzw. Gaju Jiacuo 噶居嘉措) 1883–1890
- 11. Lobsang Jigme Tshülthrim Gyatsho (Luosang Jinmei Cicheng Jiacuo 罗桑晋美慈成嘉措 bzw. Cuichen Jiacuo 崔臣嘉措) 1890–1909
- 12. Lobsang Thubten Lungtog Shedrub Gyatsho (Luosang Tudan Longduo Xiezhibu Jiacuo 罗桑图丹隆多谢知布嘉措 bzw. Xuezhu Jiacuo 雪珠嘉措) 1910–1920
- 13. Lobsang Changchub Tendzin Gyatsho (Luosang Xiangqu Danzeng Jiacuo 罗桑香曲丹增嘉措 bzw. Lusang Jiangqu Danzeng Jiacuo 露桑绛曲丹增嘉措) 1920–1984
- 14. 1984-

### Kang Dongke Xiazhong huofo
- 6. (Jueba Gengdeng Jiacuo 却巴更登嘉措) 1754–1816
- 7. (Duojiyi Xijin Dengba Jiacuo 多吉益西近登巴嘉措) 1816–1853
- 8. (Rangwang Duojiyi Dengcu Rangjiang 让望多吉益登促让降) 1853–1896
- 9 (Zezhu Jiacuo 泽珠嘉措) 1896–1933
- 10 (Xiangba Jiacuo 向巴嘉措) 1934–1961
- 11 (Luorong Dengzhen Tudeng Nimai 洛绒登真土登尼麦) 1977–? Quelle[2]

### Chinesische Weblinks
- Qinghai Fojiao shi (si) (Geschichte des Buddhismus in Qinghai)
- Qingdai diqu zhuyao huofo (Die wichtigsten Lebenden Buddhas im Gebiet von Qinghai)
- Xizang Qianlai de Dongke si
- Youyuan de boke
- 东科尔活佛系统与藏传佛教格鲁派北渐蒙古地区